# Ernst Bahnmeyer
Ernst Friedrich Bahnmeyer (Gaggenau, 30 aprile 1888 – Mannheim, 16 dicembre 1931) è stato un nuotatore tedesco.

## Carriera
Partecipò alle gare di nuoto dei Giochi olimpici intermedi, vincendo una medaglia d'argento nella staffetta 4x250m stile libero, in 17:16.2, in squadra con Max Pape, Emil Rausch e Oscar Schiele.
Partecipò anche alla gara del miglio stile libero, arrivando sesto in finale, con un tempo di 33:29.4.